# دست (کالبدشناسی)

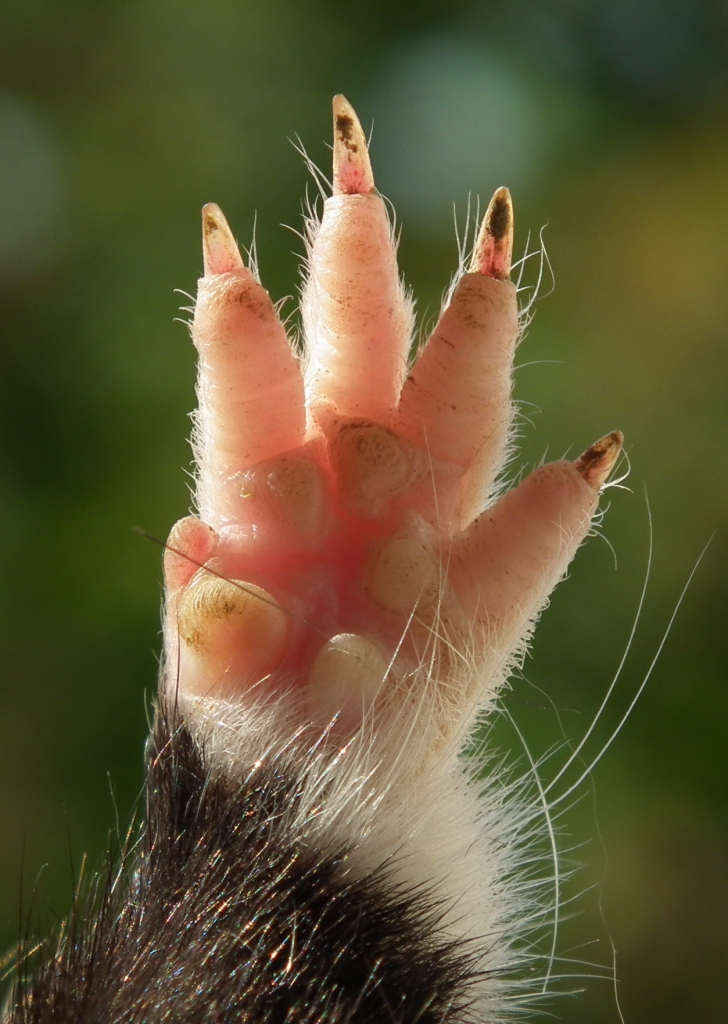
دست یک جونده، کیسه‌دهان اوراسیایی Cricetus cricetus

دست (Manus) (واژه لاتین به معنای دست) یک اصطلاح جانورشناسی برای قسمت انتهایی اندام جلویی یک جانور است. در چهارپایان، بخشی از اندام انگشت‌بندی است که شامل کف دست و انگشتان (بند انگشت) می‌شود. در طول تکامل، شکل‌های مختلفی به خود گرفته و عملکردهای مختلفی را انجام داده‌است. می‌توان آن را با دست نخستی‌ها، اندام جلویی تحتانی جانوران سم‌دار یا پنجه جلویی نشان داد و در بال پرندگان، خفاش‌ها و خزندگان پرنده پیشاتاریخ (پتروسورها)، باله پستانداران دریایی و خزندگان دریایی منقرض‌شده مانند نزدیک‌سوسمارسانان و ماهی‌خزنده‌سانان نشان داده می‌شود.
در سرپایان، دست انتهای شاخک است و قسمت وسیع‌تری از شاخک است و مکنده‌های آن اغلب بزرگ‌تر و متفاوت از سایر بازوها قرار گرفته‌اند.